# 怒吼狂花
《怒吼狂花》（英語：Raging Angels），是一部1998年上映的香港動作電影，吳家麗、梁琤等主演。

## 劇情
一天，永泰集團創始人李棠（關禮傑飾）及妻子冰姐（吳家麗飾）將在菲律賓擧行一場股東大會，數多個股東集齊一堂，只等李棠給他們一個說法。原來，永泰集團有個員工叫李察，他賬目虧空而令所有股東不快，李棠經一頓解釋后得知李察在哪，並吩咐手下阿力去找出李察，雖阿力找到李察，但他還是不肯向力說出幕后主使，突然，一群人殺到，先把李察殺害，后把力灌鏹水昏迷不醒。
阿力受傷的消息很快便傳到了李棠的耳邊，他於是和妻子冰姐一起去醫院探望力，但由於公司的電梯坏了，所以他們只好走樓梯。突然，有聲槍響，來人為名殺手，他帶領一群殺手來的，李棠的手下很快便被殺手殺死了，而李棠也死在了殺手的手下。另一邊，另一個女人秀琴（梁琤飾）嫁給香港電腦專家黃亞濤（尹揚明飾），但是秀琴出嫁這天同時是李棠的喪禮，兩個車子卻相遇了，兩方卻不肯讓路，黃亞濤下車查看，卻得知其中一個男人叫譚銘（張耀揚飾），原來黃亞濤是永泰集團的員工，冰姐得知今天黃亞濤的大喜日子，所以便讓了路。自從秀琴入了永泰集團，冰姐對秀琴十分看重，並把她升職。永泰集團前老板華叔不久后得知黃亞濤是有賬目虧空，他得知錢不是黃亞濤偷的，並發現都跟譚銘有關，黃亞濤自爆是因為譚銘是他的上司及老同學，見在這份上，黃亞濤才幫助譚銘，但是譚銘卻越玩越大，結果搞到虧空了公司三千多萬。華叔把譚銘請出來見面，譚銘打算賄賂華叔，但華叔拒絕，譚銘便派出手下殺死其，黃亞濤打算勸告譚銘，但被譚銘手下殺死，不久后，事件傳到了冰姐及秀琴裏，兩人決定報仇...

## 人物角色
| 演員   | 角色   | 粵語配音 | 關係／備註 |
| 吳家麗 | 冰姐   | 曾佩儀   | 永泰集團的老板之一 華叔之下屬 李棠的妻子 阿力、黃亞濤之上司 秀琴之上司兼好友 譚銘之天敵 最后和秀琴一起殺死譚銘，並被捕                                                                        |
| 梁琤   | 秀琴   | 朱妙蘭   | 永泰集團的員工 華叔之下屬 黃亞濤的妻子 冰姐之下屬兼好友 譚銘之天敵 最后和冰姐一起殺死譚銘，並被捕                                                                                             |
| 張耀揚 | 譚銘   | 黎家希   | 本片終極大反派 永泰集團的員工，后為老板 華叔之下屬，后反目 冰姐、秀琴之天敵 做事心狠手辣，並把永泰集團獨吞 黃亞濤之上司及老同學，逼其在公司虧空了三千多萬 殺害華叔 最后被秀琴及冰姐用利器插死 |
| 關禮傑 | 李棠   | 陳廷軒   | 永泰集團的創始人 冰姐的丈夫 華叔之下屬 后被譚銘派人殺害 |
| 尹揚明 | 黃亞濤 | 劉昭文   | 永泰集團的員工 秀琴的丈夫 華叔、冰姐之下屬 譚銘之上司及老同學，被其逼在公司虧空了三千多萬 后被譚銘手下殺死                                                                                    |
| 黃子揚 | 殺手   | 陳旭明   | 職業殺手 譚銘的保鏢兼手下 殺害李棠、黃亞濤 最后被冰姐及秀琴打至重傷並綁在椅子上 |
| 高雄   | 華叔   | 盧傑群   | 永泰集團的前老板 冰姐、秀琴、譚銘、李棠、黃亞濤的上司，后和譚銘反目 后被譚銘殺死 |
| 林華勳 | 阿力   |          | 永泰集團的保鏢 李棠的保鏢 后被譚銘手下灌鏹水而昏迷不醒，並離世 |

## 外部連結
- 香港影庫上《怒吼狂花》的資料（繁體中文）
- 豆瓣电影上《怒吼狂花》的資料 （简体中文）